# Don't Mess Up My Tempo
Don't Mess Up My Tempo es el quinto álbum de estudio del grupo masculino surcoreano EXO. Fue lanzado el 2 de noviembre de 2018 por SM Entertainment. Es el primer lanzamiento con la participación de Lay desde el miniálbum For Life (2016) ante su ausencia por sus actividades en China. Está disponible en tres versiones: Allegro, Moderato y Andante, nombradas por tres tipos de tempo.
Una reedición titulada Love Shot fue lanzada el 13 de diciembre con tres nuevas canciones. Sin embargo, Lay no participó esta vez.

## Antecedentes y lanzamiento
El 9 de julio de 2018, la cuenta de Twitter del grupo celebró su aniversario de creación, y en su tuit un hashtag con las palabras «#EXO_coming_soon» inmediatamente aumentó la impaciencia de los fanes.
El 1 de octubre, se empezaron a publicar los primeros teasers del nuevo regreso de EXO mediante las redes sociales de este. El 4 de octubre, SM Entertainment anunció que EXO haría su regreso el 2 de noviembre con el nuevo álbum Don't Mess Up My Tempo, acompañado de dos vídeos musicales para su sencillo. El 16 de octubre, la preventa del disco inició en diferentes sitios de música coreanos, pero también en varios sitios estadounidenses como Amazon y DeepDiscount por primera vez. Un nuevo emoji especial en honor a este comeback se reveló el 28 de octubre con otros cinco hashtags –de los cuales cuatro fueron tendencia mundial–.

## Composición

### Don't Mess Up My Tempo
«Sign» es una canción de electropop con letras que expresan la creciente duda de un hombre debido a las mentiras de la mujer que ama. «Ooh La La La» es una canción de pop latino. La letra de la canción habla sobre el amor que imaginaron dos personas al hacer contacto visual accidentalmente. «Gravity» es una canción de electropop con un sonido retro y ritmo funky, en la que trabajó el dúo británico LDN Noise. Las letras fueron coescritas por Chanyeol, y hablan sobre el deseo de captar la atención de una chica con la gravedad y el encanto.
«With You» se describe como una canción de R&B y pop con elementos de electro-trap. Chanyeol participó escribiendo y componiendo la canción. Las letras hablan sobre crecer para gustarle a alguien al pasar mucho tiempo con esa persona. «24/7» es una canción de midtempo con un sonido moderno y frases memorables. Kenzie participó en la escritura de las letras, que expresan emociones complejas después de que uno dice «palabras frías» a su amante. «Bad Dream» se describe como una canción uptempo de R&B, donde la letra habla de alguien que piensa en su antiguo amante solo en la noche, con similitud a una tormenta.
«Damage» es una canción de hip-hop y dance con ritmos de reggae y bass-heavy, con letras que expresan la reacción «fría» de su amante después de herirlo y hacer que el dolor se sienta como un «repentino relámpago». «Smile On My Face» es una balada de R&B con melodías suaves y ritmos simples pero «sofisticados», con letras sobre cómo curar el dolor propio después de una ruptura, sonreír y «dejar ir a su amor». «Oasis» fue llamada como una canción de pop elíptico con una combinación de staccato piano, cuerdas y una gran armonía.

### Love Shot
«Love Shot» es una canción de dance pop que presenta un coro «memorablemente adictivo» y un 808 bass. Mientras que las letras hablan sobre la esperanza de estar juntos y redescubrir el significado del amor verdadero, que cada vez está desapareciendo. «Trauma» también se describió como una canción de dance pop con letras que expresan la intención de superar el dolor que uno siente. «Wait» es una balada de R&B con una melodía de guitarra acústica que armoniza con la voz de los miembros.

## Lista de canciones
※ Las canciones en negrita son los sencillos del álbum.

| N.º   | Título                              | Letras                       | Música                                                                                            | Arreglo                            | Duración |  |
| 1.    | «Tempo»                             | JQ, PENOMECO, Yoo Young-jin  | Jamil «Digi» Chammas, Leven Kali, Tay Jasper, Adrian Mckinnon, MZMC                               | Jamil «Digi» Chammas               | 3:44     |  |
| 2.    | «Sign»                              | JQ, Mola (makeumine works)   | Harvey Mason, Jr, Kevin Randolph, Patrick J. Que Smith, Dewain Whitmore, Britt Burton, Andrew Hey | Harvey Mason, Jr, Kevin Randolph   | 3:13     |  |
| 3.    | «Ooh La La La» (닿은 순간)          | Hwang Yoo-bin                | Jamil «Digi» Chammas, Andrew Bazzi, Justin Lucas, Anthony Pavels, MZMC                            | Jamil «Digi» Chammas, Justin Lucas | 3:07     |  |
| 4.    | «Gravity»                           | Park Chan-yeol, Kim Min-jung | LDN Noise, Deez, Adrian Mckinnon                                                                  | LDN Noise                          | 3:54     |  |
| 5.    | «With You» (가끔)                   | Park Chan-yeol, Kim Min-ji   | Park Chan-yeol, Sons Of Sonix                                                                     | Sons Of Sonix                      | 3:08     |  |
| 6.    | «24/7»                              | Kenzie                       | Harvey Mason, Jr, The Wavys, The Wildcardz, Aaron Berton, Andrew Hey                              | The Wavys, The Wildcardz           | 4:03     |  |
| 7.    | «Bad Dream» (후폭풍)                | Seo Ji-eum                   | Mike Daley, Mitchell Owens, Bianca «Blush» Atterberry, Deez                                       | Mike Daley, Mitchell Owens         | 3:56     |  |
| 8.    | «Damage»                            | Shin Jin-hye (Jam Factory)   | LDN Noise, Deez, Adrian Mckinnon                                                                  | LDN Noise                          | 3:29     |  |
| 9.    | «Smile On My Face»                  | JQ, Park Ji-hee              | Brian Kennedy, Iain James, Samuel Jensen                                                          | Brian Kennedy                      | 3:38     |  |
| 10.   | «Oasis» (오아시스)                  | Jo Yoon-kyung                | Kevin White, Mike Woods, Andrew Bazzi, MZMC                                                       | Rice n' Peas                       | 3:14     |  |
| 11.   | «Tempo» (节奏; Versión en mandarín) |                              | Jamil «Digi» Chammas, Leven Kali, Tay Jasper, Adrian Mckinnon, MZMC                               | Jamil «Digi» Chammas               | 3:44     |  |
| 39:10 |                                     |                              |                                                                                                   |                                    |          |  |